# Werner Stocker (Bobfahrer)

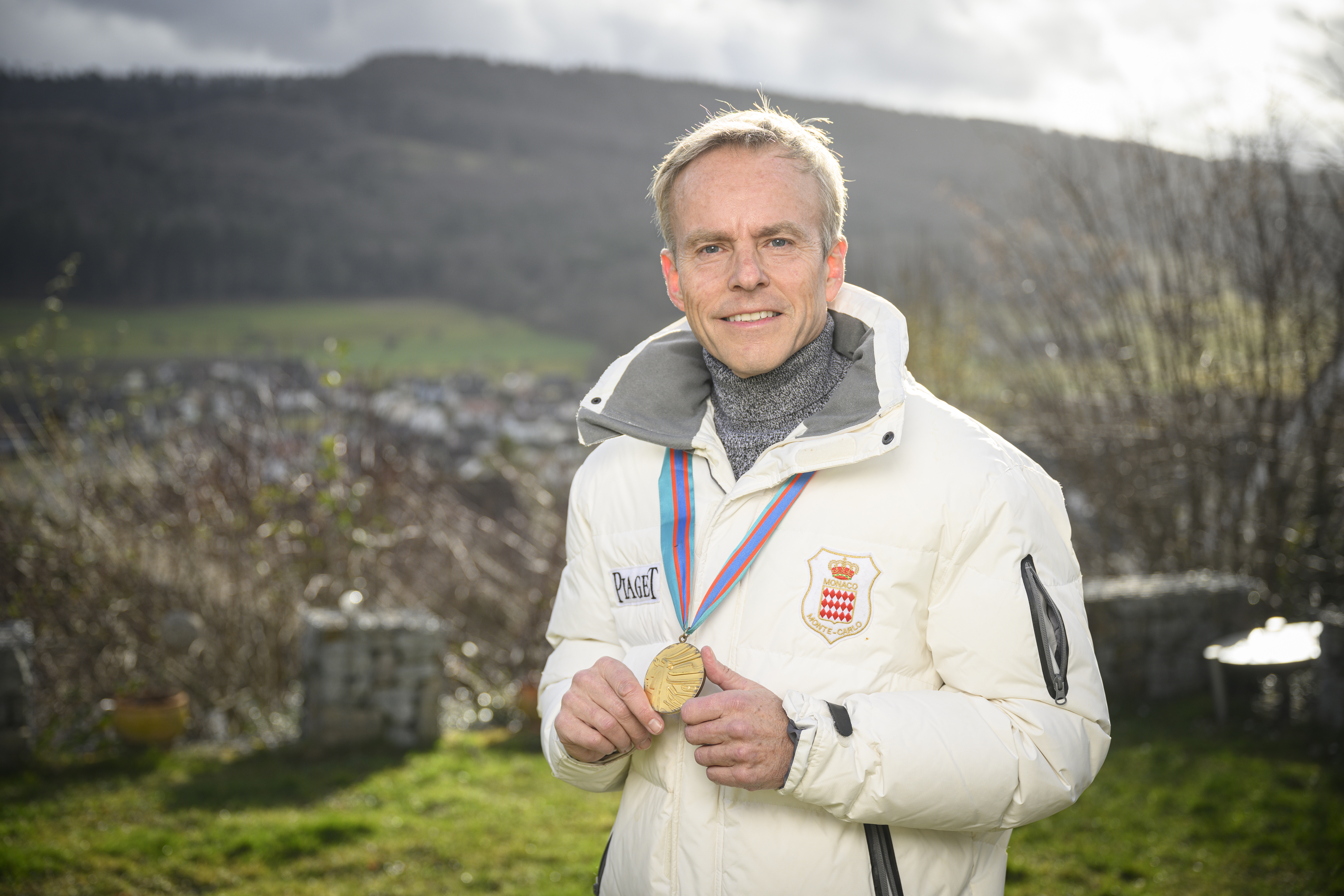
Werner Stocker (2022)

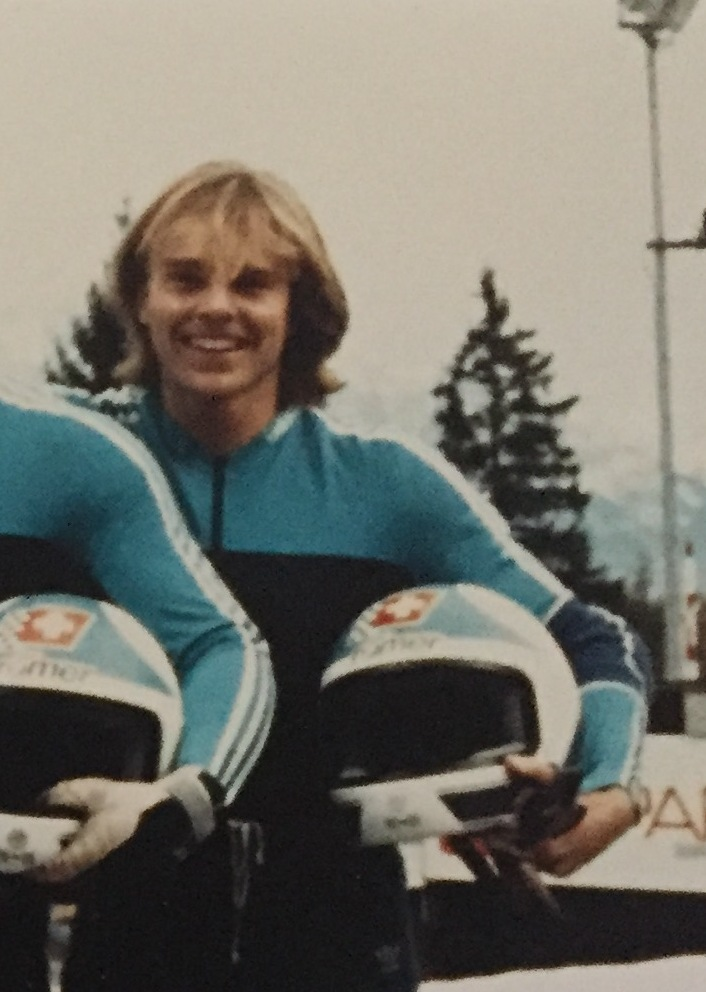
Werner Stocker (1988)

Werner Stocker (* 14. August 1961) ist ein ehemaliger Schweizer Bobfahrer und Olympiasieger. Er war über 30 Jahre in leitenden Funktionen in der internationalen IT-Branche tätig und gehört zur Geschäftsleitung von IBM Schweiz. Daneben engagiert er sich als Juniorentrainer und ist als Keynote-Speaker mit den Schwerpunkten Leadership, Teamarbeit und Hochleistungskultur aktiv.

## Sportliche Karriere
Werner Stocker begann seine sportliche Laufbahn im Alter von elf Jahren in der Leichtathletik beim LC Basel 1929 (LCB). Später wurde er Mitglied des Schweizer Leichtathletik-Nationalteams. Im Sommer 1985 erhielt er von Ekkehard Fasser die Einladung, Teil dessen Bobteams zu werden. Obwohl er zu dieser Zeit ein Volkswirtschaftsstudium absolvierte und beruflich tätig war, stellte er beides vorübergehend zurück, um sich auf eine Karriere im Bobsport zu konzentrieren.
1987 belegte Stocker mit dem Team von Fasser den dritten Platz im Viererbob bei den Schweizer Meisterschaften. Im selben Jahr erreichte die Mannschaft bei den Europameisterschaften in Cervinia den dritten Rang hinter den Teams von Wolfgang Hoppe (DDR) und Ralph Pichler (Schweiz).
Den Höhepunkt seiner sportlichen Laufbahn bildeten die Olympischen Winterspiele 1988 in Calgary. Gemeinsam mit Ekkehard Fasser, Kurt Meier und Marcel Fässler gewann Stocker die Goldmedaille im Viererbob. Das Team fuhr im dritten Lauf Bahnrekord und konnte den dadurch erzielten Vorsprung im letzten Lauf verteidigen. Es schlug das favorisierte DDR-Team um Wolfgang Hoppe um sieben Hundertstelsekunden.
Internationale Bekanntheit erhielten diese Olympischen Winterspiele ausserdem durch den Film Cool Runnings, der die Geschichte des ersten jamaikanischen Bobteams erzählt, das ebenfalls 1988 in Calgary antrat. In der populären Darstellung erscheinen die Schweizer Bobfahrer als Sinnbild sportlicher Exzellenz und Disziplin. Tatsächlich wurde jedoch die DDR zu jener Zeit als klarer Favorit gehandelt, während die Schweizer eher als Underdogs galten.
Werner Stocker nahm im Verlauf seiner Karriere zweimal an den Olympischen Spielen teil (1988 und 1992) und wurde im Jahr 1988 Schweizer Meister, Weltmeister und Olympiasieger. Nach dem Ende seiner aktiven Laufbahn blieb er dem Sport verbunden und engagiert sich heute als Juniorentrainer beim LC Basel 1929, jenem Verein, in dem seine sportliche Karriere ihren Anfang genommen hatte.

## Berufliche Laufbahn
Werner Stocker besitzt einen Master of Business Administration der Universität Basel und absolvierte weiterführende Managementausbildungen an der Harvard University, der Boston University, INSEAD und der Cranfield School of Management.
Nach dem Olympiasieg 1988 schloss er sein Studium ab und wechselte in die Wirtschaft. In den folgenden Jahrzehnten war er in leitenden Vertriebs- und Managementfunktionen bei international tätigen Unternehmen wie NCR, AT&T und insbesondere IBM tätig. Bei IBM Schweiz gehört er seit vielen Jahren zur Geschäftsleitung.
Stocker gilt als Experte für Geschäfts- und Organisationsentwicklung. Ein besonderer Fokus seiner Arbeit liegt auf dem Aufbau von Verkaufs- und Supportteams in einem internationalen Umfeld.

## Tätigkeit als Keynote-Speaker
Neben seiner beruflichen Laufbahn ist Werner Stocker heute ein gefragter Keynote-Speaker. In seinen Vorträgen verknüpft er seine Erfahrungen aus Spitzensport und Wirtschaft und behandelt Themen wie Führung, Teamdynamik, Leistungsmanagement und Unternehmenskultur.
Ein Schwerpunkt seiner Vortragstätigkeit liegt auf dem Aufbau sogenannter High Performance Teams. Unter diesem oder ähnlichen Titeln referierte er bereits mehrfach über die Erfolgsfaktoren leistungsstarker Teams. Im Rahmen verschiedener Leadership-Events sprach er zudem über risikobereites Handeln, Innovationskultur und den konstruktiven Umgang mit Rückschlägen. Dabei zeigt er auf, wie sich Prinzipien aus dem Hochleistungssport auf unternehmerische Kontexte übertragen lassen.